# Мулади
Мулади (бенг. মুলাদি, англ. Muladi) — город на юге Бангладеш, административный центр одноимённого подокруга. Площадь города равна 2,75 км². По данным переписи 2001 года, в городе проживало 10 096 человек, из которых мужчины составляли 53,95 %, женщины — соответственно 46,05 %. Уровень грамотности населения составлял 44 % (при среднем по Бангладеш показателе 43,1 %). 